# 貿易風式反潛機
貿易風式反潛機（法語：Breguet Alizé）是法國布雷蓋研究及發展的艦載反潛機，由1957年起部署在克里孟梭號和福熙號兩艘航空母艦上，至2000年退役。印度海軍亦配備有12架，作為維卡蘭號航空母艦的艦載反潛機，印度海軍的貿易風式曾參與1971年印巴戰爭，用來攻擊巴基斯坦海軍的軍艦但有一架被巴基斯坦空軍的F-104星式戰鬥機擊落。

## 基本資料
- 乘員:3人(駕駛+雷達操作員+反潛器操作員)
- 機長:13.86米
- 翼展:15.6米
- 機高:5米
- 空重:5,700公斤
- 最重:8,250公斤
- 機翼面積:36平方米
- 最快速度:520公里/小時
- 航程:2,500公里
- 昇限:8,000米
- 發動機:RDa.7 Mk 21渦輪螺旋槳發動機(2,100匹馬力)
- 武裝:彈艙480公斤炸彈或魚雷+翼下可掛上各式各潛武器或火箭彈

## 使用國家

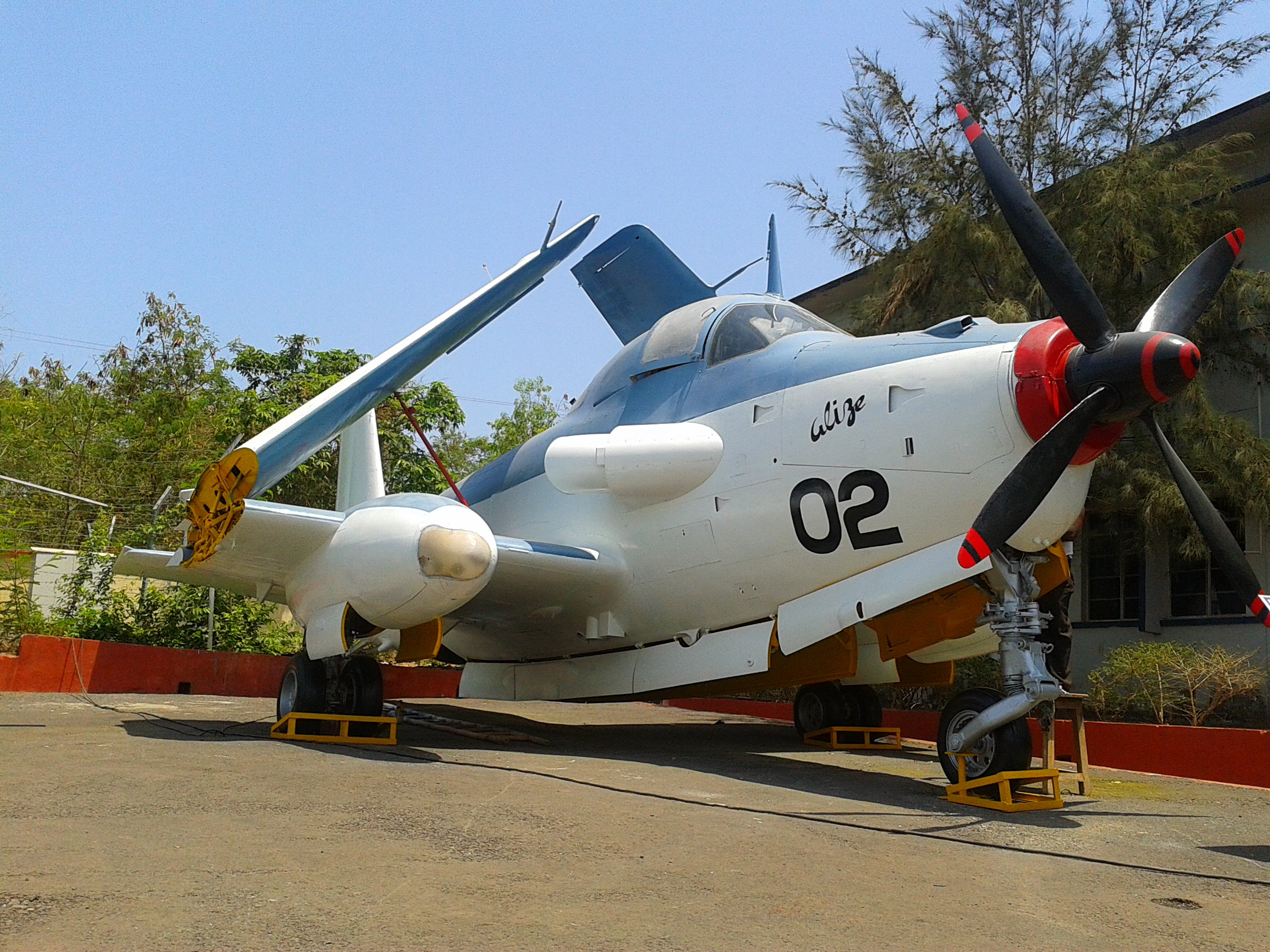
印度海軍的貿易風式反潛機

- 法國
- 印度